# Entitat de propòsit especial
Una entitat de propòsit especial (SPE segons el sigle anglès) o fons d'inversió de deute és una forma d'enginyeria financera: és una entitat creada per a realitzar una transacció particular, o una sèrie de transaccions. L'entitat de crèdit té activitats restringides, un objecte social estricte i ben definit. Pot oferir una font de capital o oferir oportunitats d’inversió mitjançant la transferència als inversors en l’entitat de propòsit especial dels riscos i beneficis associats als actius d’aquesta última. D'un altre costat aparcar actiu fora del balanç té un risc, com es va veure en escàndols financer del començament del segle xxi. Els drets de vot i altres drets similars no hi són primordials a l'hora de decidir qui controla l'entitat. Se solen establir en la forma jurídica de responsabilitat limitada.
Exemples: vehicles de titulització, els vehicles per a l’emissió de finançament amb garantia real i certs fons d’inversió.
Amb l'ajuda d'entitats de propòsit especial, les empreses poden, en determinades circumstàncies, externalitzar actius i passius a una societat o una estructura que no s'havia d'incloure en els comptes anuals consolidats. Els actius i passius així transferits s'han mantingut fora del balanç de situació consolidat i, per tant, no s'han reportat als comptes anuals consolidats. Aleshores es posa la qüestió del control i la de l'equilibri entre els interessos, propietaris, treballadors, accionistes, direcció i l'interès públic. Si una empresa dissenya el balanç consolidat amb l'ajuda d'aquestes construccions, ja no es pot garantir que el balanç consolidat reflecteixi la posició patrimonial, financera i de beneficis reals de l'empresa.
Amb la insolvència de la companyia energètica nord-americana Enron al desembre de 2001, el gran públic va descobrir les entitats de propòsit especial (EPE). Els EPE han caigut en descrèdit perquè es van fer servir aquests vehicles de finançament per falsejar el balanç. Originàriament es van desenvolupar com un instrument legal de gestió financera. Des de la crisi d'Enron i altres casos semblants, organismes de control i governs han començat treballar per a millorar la reglementació i el control.